# Кидрашев Чет Кидрашович
Чет Кидрашович Кидрашев (5 січня 1914, село Озерне Бійського повіту Томської губернії, тепер Усть-Канського району, Республіка Алтай, Російська Федерація — 23 лютого 1997, Російська Федерація) — радянський державний діяч, голова виконавчого комітету Ойротської (Горно-Алтайської) обласної ради, 1-й секретар Горно-Алтайського обласного комітету ВКП(б). Депутат Верховної ради РРФСР 6—7-го скликань. Депутат Верховної ради СРСР 2-го скликання.

## Життєпис
Народився в бідній селянській родині. У восьмирічному віці став сиротою. З 1925 по 1930 рік виховувався в дитячому інтернаті Усть-Канської школи селянської молоді. З 1930 року навчався в Ойратському зооветеринарному технікумі.
З 1932 року — рахівник Усть-Канського відділення Ойратської автономної області Державного банку СРСР. У 1932 році вступив до комсомолу.
Потім працював зоотехніком в селах Козуль і Ябоган Усть-Канського аймаку.
З 1936 по 1938 рік служив у Червоній армії.
У 1938—1939 роках — помічник начальника політичного відділу із комсомолу Ябоганського державного кінного заводу Усть-Канського аймаку Ойротської автономної області.
Член ВКП(б) з 1939 року.
У 1939—1940 роках — секретар Ойротського обласного комітету ВЛКСМ із кадрів.
У 1940—1944 роках — інструктор відділу пропаганди і агітації Ойротського обласного комітету ВКП(б); завідувач організаційно-інструкторського відділу Ойротського обласного комітету ВКП(б).
У 1944 році — секретар Ойротського обласного комітету ВКП(б) із пропаганди і агітації.
У жовтні 1944 — лютому 1948 року — голова виконавчого комітету Ойротської (Горно-Алтайської) обласної ради депутатів трудящих.
29 лютого 1948 — 2 жовтня 1949 року — 1-й секретар Горно-Алтайського обласного комітету ВКП(б).
У жовтні 1949 — серпні 1952 року — слухач Вищої партійної школи при ВКП(б).
У 1952—1954 роках — заступник голови виконавчого комітету Алтайської крайової ради депутатів трудящих.
У 1954—1959 роках — 1-й заступник голови виконавчого комітету Горно-Алтайської обласної ради депутатів трудящих.
У березні 1959 — червні 1971 року — голова виконавчого комітету Горно-Алтайської обласної ради депутатів трудящих.
З 1971 року — персональний пенсіонер.
Помер 23 лютого 1997 року.

## Нагороди
- орден Леніна
- орден Вітчизняної війни ІІ ст.
- орден Трудового Червоного Прапора
- два ордени «Знак Пошани»
- медаль «За доблесну працю у Великій Вітчизняній війні 1941—1945 рр.»
- медаль «За трудову доблесть»
- медаль «За освоєння цілинних земель»
- медалі